# Atomkeller-Museum
Das Atomkeller-Museum ist ein Museum zur Nukleartechnik in einem Felsenkeller unterhalb des Schlosses Haigerloch im baden-württembergischen Haigerloch. Während der Endphase des Zweiten Weltkriegs war in diesem Keller der Forschungsreaktor Haigerloch untergebracht.
Das Atomkeller-Museum wurde 1980 eröffnet und zeigt die Geschichte der deutschen Atomforschung von Otto Hahn bis heute. Im Museum befinden sich eine Rekonstruktion des Forschungsreaktors, zwei der Original-Uranwürfel, Schautafeln und Modelle, sowie ein Nachbau des Experimentiertisches von Otto Hahn bei der Entdeckung der Kernspaltung. Die Ausstellungsstücke zeigen den Besuchern den Stand der damaligen Entwicklung der Kerntechnik. Neben der Nachbildung des Haigerlocher Reaktors sind auch Modelle und Dokumentationen neuerer Reaktoren ausgestellt.
Anlässlich des einhundertsten Geburtstages von Werner Heisenberg wurde im Jahr 2002 eine Dauerausstellung mit Namen Werner Heisenberg – Leben und Wirken eröffnet, die sich in der Ölmühle direkt neben dem Museum befindet.
Das Museum wurde im Jahre 2013 mit Mitteln aus dem europäischen Förderprogramm LEADER erneuert und erweitert.

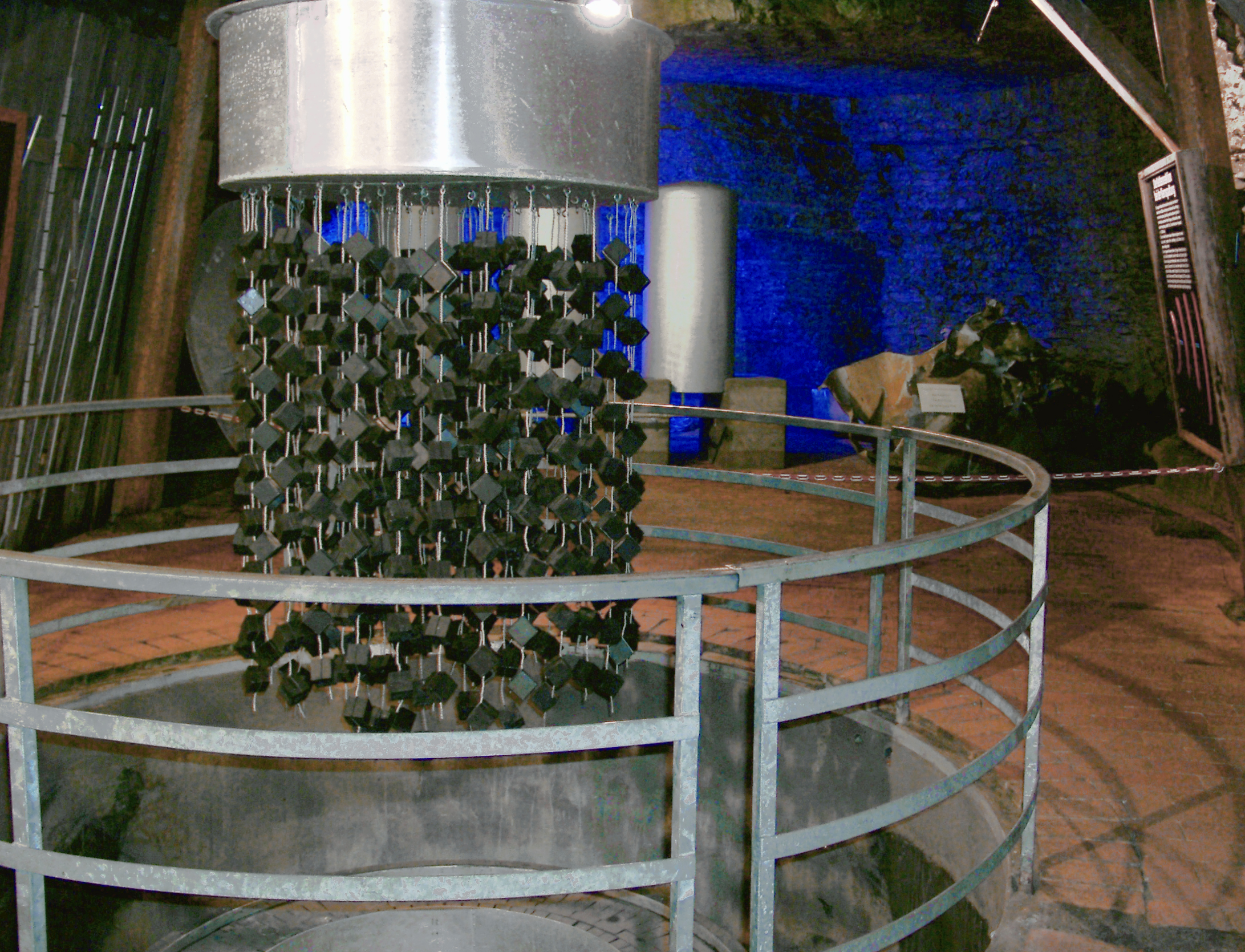
Nachbau des Forschungsreaktors Haigerloch im Museum
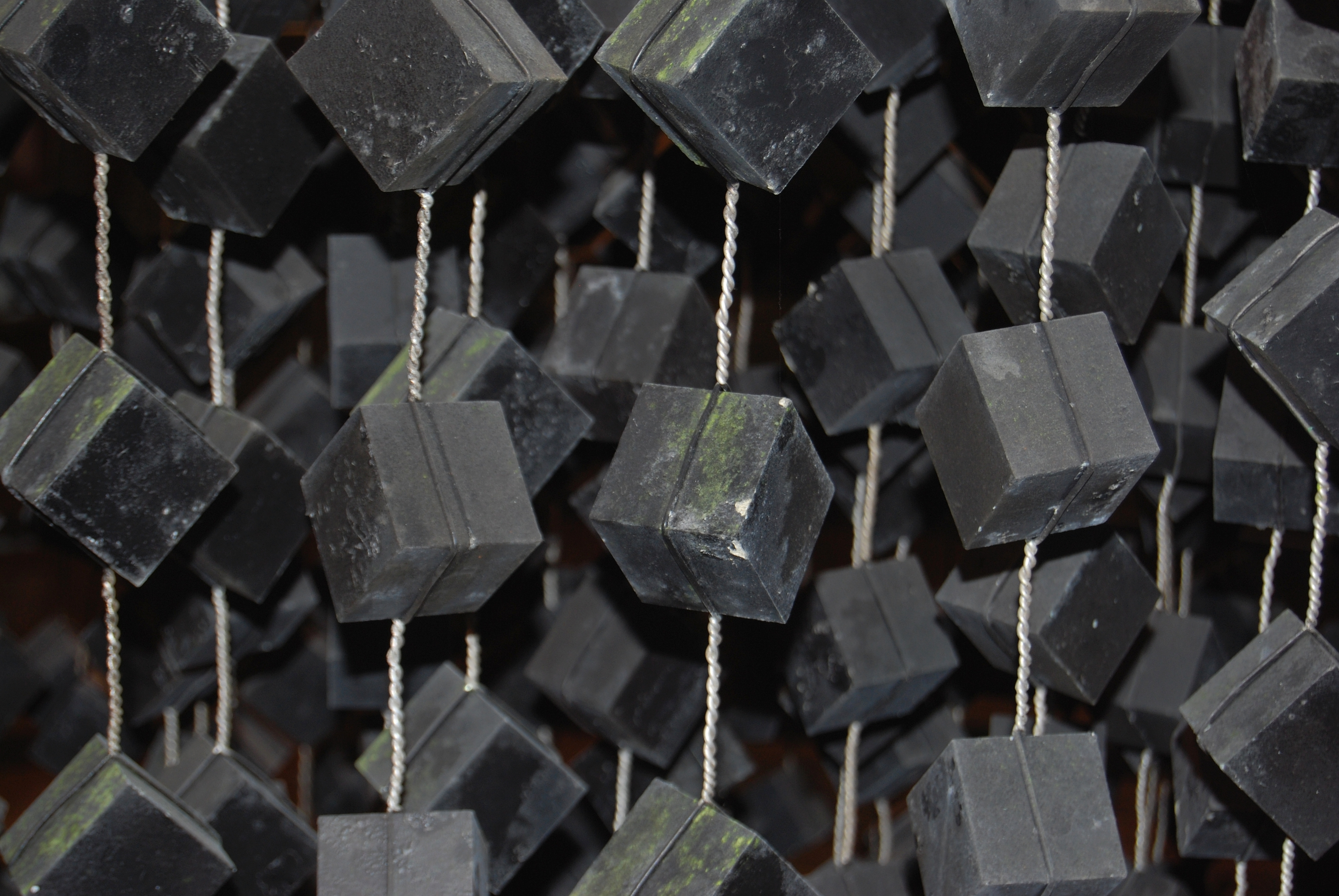
Nahaufnahme der Uranwürfel (Nachbildung)
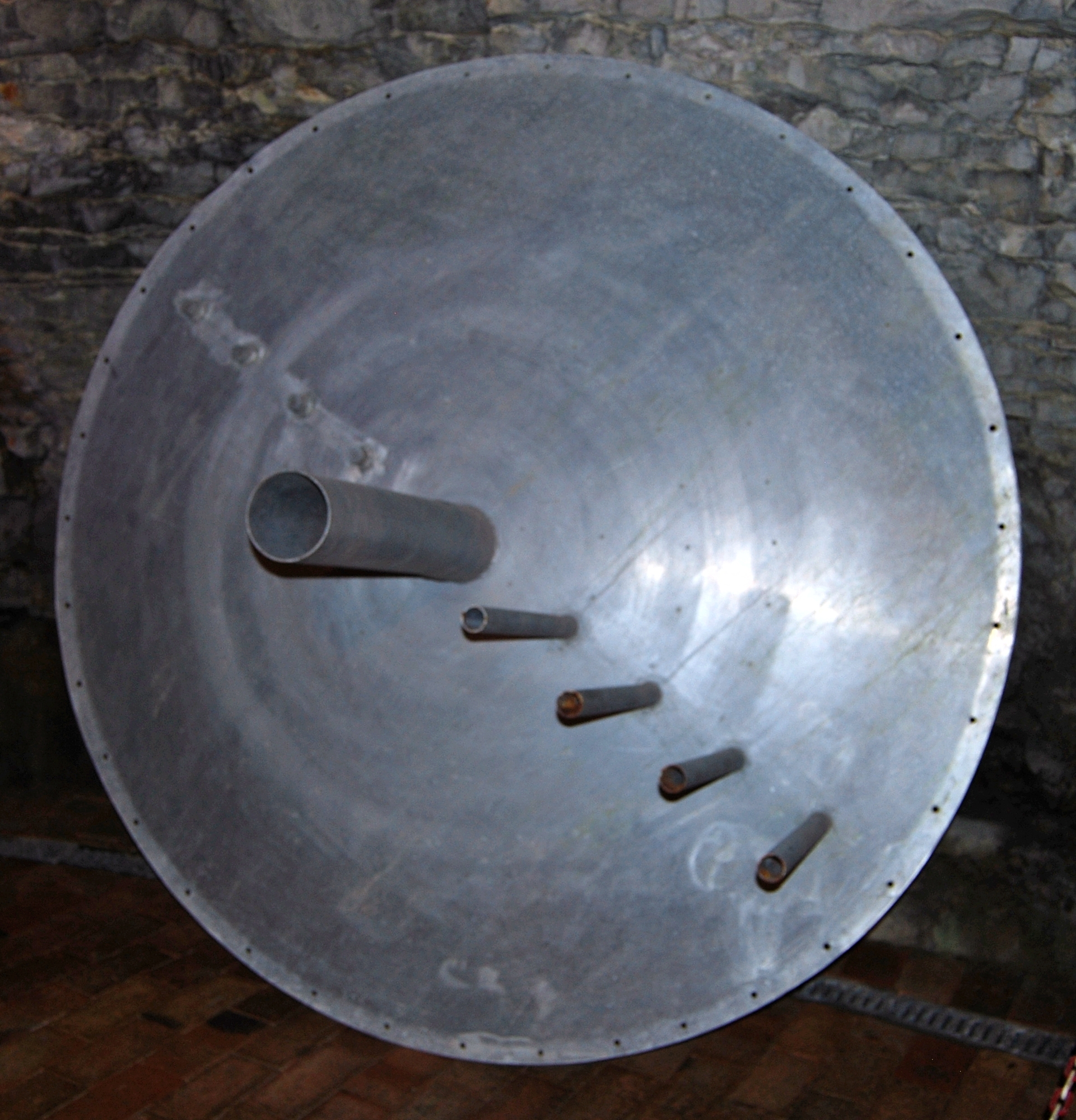
Reaktordeckel
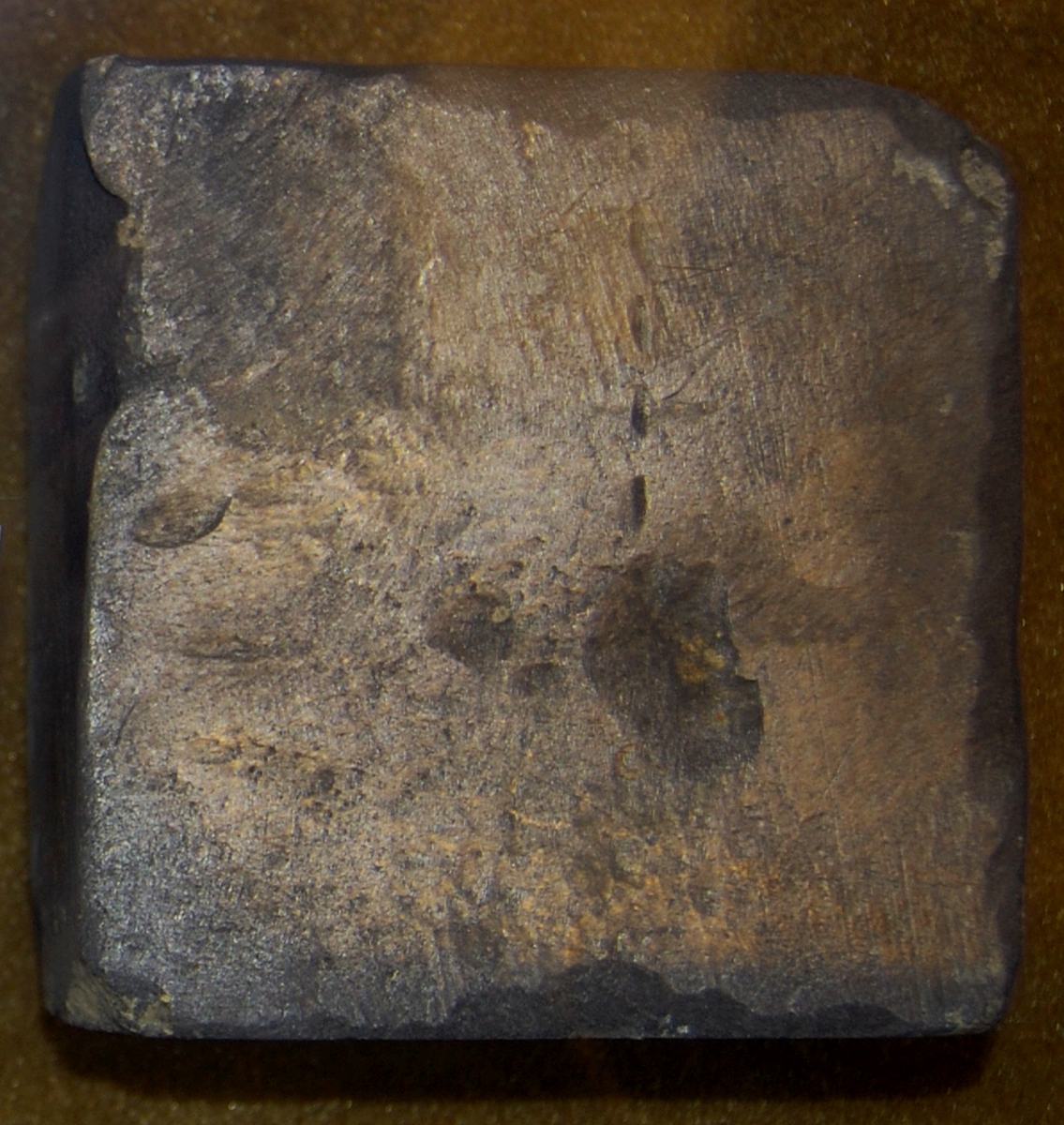
Original-Graphitblock